# Manfred Kaiser

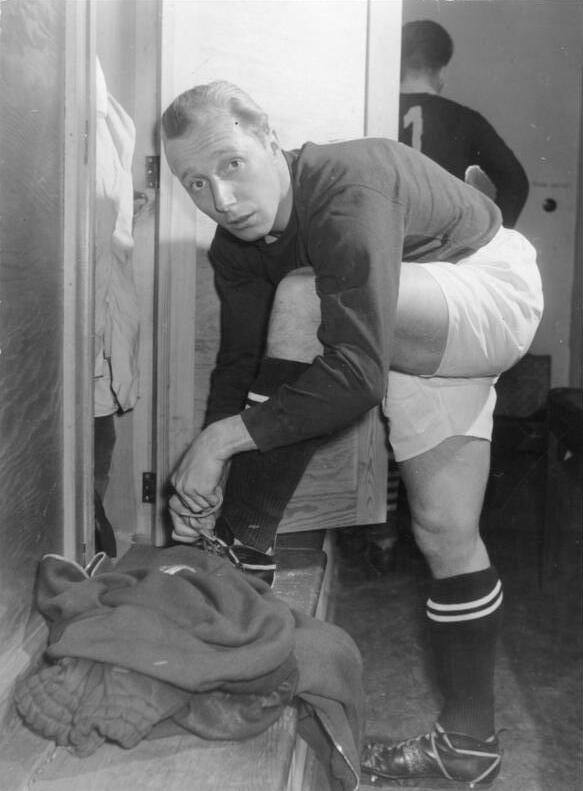
Manfred Kaiser (1957)

Manfred „Manni“ Kaiser (* 7. Januar 1929 in Zeitz; † 15. Februar 2017 in Lindau (Bodensee)) war ein deutscher Fußballspieler, der von 1955 bis 1964 in 31 Länderspielen in der DDR-Nationalelf eingesetzt wurde.

## Sportliche Laufbahn

### Vereins-, Gemeinschafts- und Club- und Vereinsstationen

#### Die Jugend und der Beginn bei den Senioren in Zeitz
Mit zehn Jahren begann Manfred Kaiser 1939 bei der Jugendabteilung der SpVgg Zeitz 1910 mit dem Fußballspiel, nachdem er zuvor schon beim TV Vater Jahn zwei Jahre geturnt hatte. Mit seinem Vater war er regelmäßiger Gast auf dem Fußballplatz. Da Zeitz in der Saison 1939/40 den Aufstieg in die Gauliga Mitte schaffte, hatte er von 1940 bis 1943 die Möglichkeit, Spiele der höchsten Liga zu verfolgen. In der Jugend spielte er immer im Sturm, zumeist auf Rechtsaußen und als Mittelstürmer. Er betrieb als Jugendlicher aber auch Sprint und Weitsprung in der Leichtathletik. Am 6. Januar 1946, einen Tag vor seinem 17. Geburtstag, spielte er zum ersten Mal in der 1. Mannschaft der SG Rot-Weiß Zeitz, dem Nachfolger der SpVgg. Er wurde als Mittelstürmer eingesetzt. In Sachsen-Anhalt wurde bis 1948 keine Landesmeisterschaft ausgespielt. Es gab lediglich Punktspiele in den einzelnen Klassen auf regionaler Ebene. 1949 stieg Zeitz in die Landesklasse Sachsen-Anhalt auf, doch noch vor Abschluss der Saison 1949/50 wanderte Kaiser den Verlauf der Weißen Elster südlich und wechselte Anfang 1950 nach Gera in das östliche Thüringen um in der neu gegründeten Oberliga, der nun höchsten Spielklasse in Ostdeutschland spielen zu können.

#### Die Jahre in Gera
Am 19. Februar 1950 bestritt Manfred Kaiser in Dessau für die damalige BSG Gera-Süd sein erstes Spiel in der Oberliga. Die Umstellung von dem wöchentlich zweimaligen Training in Zeitz auf das viermalige in Gera machten ihm am Anfang zu schaffen. Auf Grund seiner Schnelligkeit und technischen Veranlagung fand er sich dann aber bald zurecht. In der zweiten Saison in Gera gelang mit Mithilfe von Trainer Erich Dietel der Durchbruch zum Stammspieler auf der Rechtsaußen-Position. Kaiser absolvierte 32 Spiele und erzielte dabei sieben Treffer. Am 27. Mai 1951 spielte er zum ersten Mal in der Thüringer Landesauswahl beim 2:2 in Erfurt gegen Sachsen. Es reichte mit Gera aber nie zu vorderen Platzierungen. In der dritten Oberligarunde mit Gera – 1951/52: 14. Rang in der Abschlusstabelle – erlebte er Zuschauerausschreitungen gegen den Schiedsrichter nach dem Spiel gegen Wismut Aue am 21. Oktober 1951 die zu einer Platzsperre führte. Im vierten Jahr erfolgte der Abstieg. Da der Abstieg von Gera frühzeitig feststand, wollte der Bezirk Gera wenigstens der anderen Mannschaft (Jena) die Oberligazugehörigkeit sichern und Manfred Kaiser sollte zur Verstärkung nach Jena gehen. Er trainierte bereits in Jena mit, der Deutsche Sportausschuß erteilte jedoch keine Wechselfreigabe und deshalb spielte Kaiser ab März 1953 wieder für Gera. Durch diese indirekte „Zwangspause“ kam er in dieser Runde nur zu 23 Spielen mit vier Toren. In der Zweitklassigkeit reichte es 1953/54 hinter Chemie Chemnitz zu Platz zwei, damit war das Aufstiegsziel knapp verpasst. Nach 14 Einsätzen mit 13 Toren wurde Manfred Kaiser während der Saison 1954/55 im Januar 1955 zusammen mit Bringfried Müller und Horst Freitag zum SC Wismut Karl-Marx-Stadt nach Aue in das westliche Erzgebirge in das Lößnitztal delegiert. Vorausgegangen waren mehrere internationale Freundschaftsspiele in der Wismut-Elf und die beharrliche Bearbeitung von Seiten der Funktionäre. Seinen Wohnsitz beließ „Manni“ Kaiser in Gera und nahm die Fahrten zum Training und den Spielen in das Erzgebirge auf sich.

#### Meisterjahre bei der Wismut-Vertretung
Mit dem SC Wismut errang Kaiser innerhalb weniger Monate zunächst die DDR-Vizemeisterschaft hinter SC Turbine Erfurt und nach einem 3:2-Erfolg nach Verlängerung am 19. Juni 1955 in Leipzig gegen SC Empor Rostock (mit einem Treffer von Kaiser) den DDR-Fußballpokal (FDGB-Pokal). Aue war 1951 in die DDR-Oberliga aufgestiegen und hatte bereits 1953 die Vizemeisterschaft hinter der SG Dynamo Dresden errungen. Das Team von Trainer Karl Dittes (2. November 1952 bis 24. Mai 1955) war auf dem Weg, sich zu einer Spitzenmannschaft zu entwickeln. Spätestens nach den Zugängen aus Gera hatte man mit dem Brüderpaar Karl und Siegfried Wolf, Willy Tröger, Armin Günther, Erhard Bauer (Kapitän von 1954 bis 1959) und Klaus Thiele ein Gerüst von herausragenden Könnern zur Verfügung. Die Stärken von Manfred Kaiser, die Schnelligkeit und Technik, das taktische Verhalten und frühzeitige Erkennen der Spielsituation sowie sein Direktspiel, seine langen Pässe und das Einsetzen der Mitspieler, konnte sich in diesem Rahmen leistungsfördernd entwickeln und zur wahren Könnerschaft ausreifen. Es folgten in der Übergangsrunde 1955 der erste Platz und die drei Meisterschaften 1956, 1957 und 1959. Beim dritten Titelgewinn wirkte Dieter Erler mit, der ebenfalls aus Gera nach Aue gewechselt war und damals als das größte Talent im DDR-Fußball galt.
Ein großer Auftritt mit der „Kumpel-Elf“ fand am 6. Oktober 1956 im deutsch-deutschen Meisterduell vor über 100.000 Zuschauern in Leipzig gegen den 1. FC Kaiserslautern statt. Bei der 3:5-Niederlage erzielte Fritz Walter mit der Hacke das „Jahrhundert-Tor“. Ab 1957 erlebte „Manni“ Kaiser die sportlichen Herausforderungen im Europapokal der Landesmeister. Mit Aue spielte er ab 1957/58 gegen Gwardia Warschau, Ajax Amsterdam, Young Boys Bern, IFK Göteborg und Rapid Wien. Im heimischen Otto-Grotewohl-Stadion konnte sich die Bilanz mit 9:3 Punkten und 14:6 Toren aus sechs Heimspielen sehen lassen. War man im ersten Jahr im Europa-Cup im Achtelfinale gegen Ajax Amsterdam ausgeschieden, konnte man in der Runde 1958/59 den rumänischen und schwedischen Meister in die Knie zwingen und scheiterte erst im dritten Spiel an Young Boys Bern. Im Wettbewerb 1960/61 unterlag der SC Wismut wieder in einem dritten Spiel dem österreichischen Meister Rapid Wien. „Manni“ Kaiser bestritt alle 16 Spiele im Europa-Cup der Meister in den drei Runden 1958, 1959 und 1961 für die Mannschaft aus dem Erzgebirge.
Persönlich hielt der im Jahre 1958 in die Außenläuferposition gewechselte Mittelfeldspieler die Europa-Cup-Spiele sehr wertvoll für seine persönliche Entwicklung. Mit 36 Jahren bestritt er 1964/65 seine letzte Oberligarunde für seine Mannschaft, die infolge der Auflösung des SC Wismut Karl-Marx-Stadt seit 1963 der BSG Wismut Aue angegliedert war. Der Ex-Meister landete auf dem neunten Tabellenplatz und der Routinier hatte nochmals 22 Spiele für seine Mannschaft absolviert. Sein letztes Oberliga-Spiel war das Heimspiel am 30. Mai 1965 gegen Lokomotive Stendal. Nach 349 Spielen und 36 Toren beendete er seine Karriere in der DDR-Oberliga. In der zweitklassigen DDR-Liga der Jahre 1954 und 1955 kamen noch 38 Spiele mit 19 Toren hinzu.

### Auswahleinsätze
Schon als Spieler von Wismut Gera hatte Manfred Kaiser im Oktober 1954 ein Spiel mit der B-Nationalmannschaft bestritten. Nach einem weiteren B-Länderspiel im September 1955 wurde Manfred Kaiser am 20. November 1955 in Berlin, beim 1:0-Erfolg gegen Bulgarien in der 46. Minute für Horst Assmy auf Rechtsaußen erstmals in der A-Nationalmannschaft von Trainer János Gyarmati zum Einsatz gebracht. Der erste Höhepunkt in der Nationalmannschaft waren die WM-Qualifikationsspiele 1957 gegen Wales und die Tschechoslowakei. So gut wie der Beginn am 19. Mai mit dem 2:1-Erfolg gegen Wales in Leipzig vor mehr als 100.000 Zuschauer im Zentralstadion sich anließ, so negativ gingen die weiteren Spiele aus. Es folgten drei Niederlagen und damit war die Qualifikation zur Fußball-Weltmeisterschaft 1958 in Schweden verspielt. Schlimmere Folgen für „Manni“ Kaiser hatte die 0:2-Niederlage am 21. Juni 1959 in Berlin in der EM-Qualifikation gegen Portugal. Nach dem verlorenen Spiel wurden Assmy, Meyer, Wirth und Kaiser wegen „ungenügender kämpferischer Leistungen“ aus der Mannschaft genommen. Für den Mann aus Zeitz folgten zwei Jahre Pause in Nationalmannschaft. Fritz Gödicke war vom 1. Mai 1958 bis 30. Oktober 1960 der verantwortliche Trainer der DDR-Nationalmannschaft; für ein halbes Jahr folgte Heinz Krügel bis zum 16. April 1961 nach. Nicht nur für Manfred Kaiser selbst, war seine langfristige Auswahlabstinenz sportlich nicht gerechtfertigt. Der ungarische Fußballfachmann Károly Sós holte bei seinem ersten verantwortlichen Spiel am 14. Mai 1961 in der WM-Qualifikation in Leipzig gegen die Niederlande den 32-jährigen Mittelfeldspieler in die Auswahl zurück. Er spielte rechter Läufer und bestimmte mit Dieter Erler und Günter Schröter auf der Halbstürmerposition das Spiel der Auswahl beim 1:1-Unentschieden. Im Jahre der Fußball-Weltmeisterschaft 1962 in Chile beeindruckten die Freundschaftsspiele gegen die UdSSR und Jugoslawien. Zwar verlor man gegen beide Nationalmannschaften, in Moskau 1:2 und in Belgrad 1:3, aber das Kräftemessen mit Jaschin, Woronin, Netto, Tschislenko und Metreweli (Sowjetunion) sowie mit Soskic, Durkovic, Jusufi, Sekularac, Jerkovic, Galic und Skoblar (Jugoslawien) ragte doch weit über Begegnungen mit Gegnern aus der zweiten Reihe heraus. Bei den EM-Qualifikationsspielen 1963 gegen die Tschechoslowakei (WM-Vize 1962) und Ungarn setzte sich Kaiser mit Masopust, Scherer, Albert und Bene auseinander. Zu den Höhepunkten muss aber auch das 51. Spiel der DDR-Auswahl am 2. Juni 1963 gegen England in Leipzig vor 90.000 Zuschauern gezählt werden. Bei den Engländern waren bei deren knappen 2:1-Erfolg nach Toren von Hunt und Bobby Charlton mit Banks, Wilson, Moore, Hunt und dem bereits erwähnten Bobby Charlton schon fünf Mitglieder der Weltmeisterelf von 1966 im Einsatz. Mit 35 Jahren, am 23. Februar 1964, beim Freundschaftsspiel in Accra gegen Ghana, beendete Manfred „Manni“ Kaiser nach 31 Länderspielen seine Karriere in der Nationalmannschaft der DDR.

## Trainerstationen
Nachdem Kaiser bereits in seiner aktiven Laufbahn zum Industriekaufmann ausgebildet worden war, absolvierte er noch als Spieler in Aue von 1961 bis 1965 bei der Leipziger Sporthochschule DHfK ein Trainerstudium. So konnte er nach seiner aktiven Zeit mit Beginn der Saison 1965/66 bis 1970 als Trainer bei Wismut Gera arbeiten. Anschließend war er unter Siegfried Vollrath und Gerhard Bäßler Assistenztrainer beim FC Rot-Weiß Erfurt. Von 1975 bis 1977 trainierte er die DDR-Ligamannschaft von BSG Chemie Zeitz, danach war er bei Motor Hermsdorf, Chemie Bad Köstritz und zuletzt von 1986 bis 1993 bei der BSG Stahl / SV Elstertal Silbitz tätig.

## Auszeichnungen
Anfang Februar 1956 nahm Kaiser vom Stellvertreter des Vorsitzenden des Ministerrats, Walter Ulbricht, die staatliche Auszeichnung Meister des Sports entgegen und war somit einer von sechs Fußballspielern der DDR, die an jenem Tag diese Ehrung erhielten.
Manfred Kaiser wurde 1963 erster Fußballer des Jahres im DFV-Bereich. In der gleichen Saison wurde Kaiser von den DDR-Oberligatrainern zum besten „Linker Läufer“ (Mittelfeld) gewählt. In einer repräsentativen Umfrage ermittelte Die neue Fußball-Woche im Jahr 1989 die „Superelf DDR 40“. Für das Mittelfeld wurden ausgewählt: Günter Schröter, Dieter Erler, Jürgen Nöldner und Manfred Kaiser.

## Privates
Manfred Kaiser wurde nach fast 60-jähriger Ehe zwei Jahre vor seinem Tod Witwer. Aus der Ehe gingen zwei Söhne hervor; der ältere Sohn Matthias Kaiser wurde ebenfalls Fußballspieler bei Carl Zeiss Jena und Wismut Gera. In seinen letzten Lebensjahren lebte Kaiser bei seinem jüngeren Sohn in Scheidegg im bayerischen Allgäu.

## Aussagen
Dieter Erler antwortete auf die Frage nach seinem DDR-Fußballer aller Zeiten:

„Manni Kaiser. Ein Techniker und Stratege. Ein Genuss seine langen linearen Pässe. Außerdem hatte er die Gabe, sich punktgenau auf einen Höhepunkt vorzubereiten. So habe ich ihn in gemeinsamer Zeit bei Wismut Aue und in der Auswahl bestaunt.“